# Prancheta

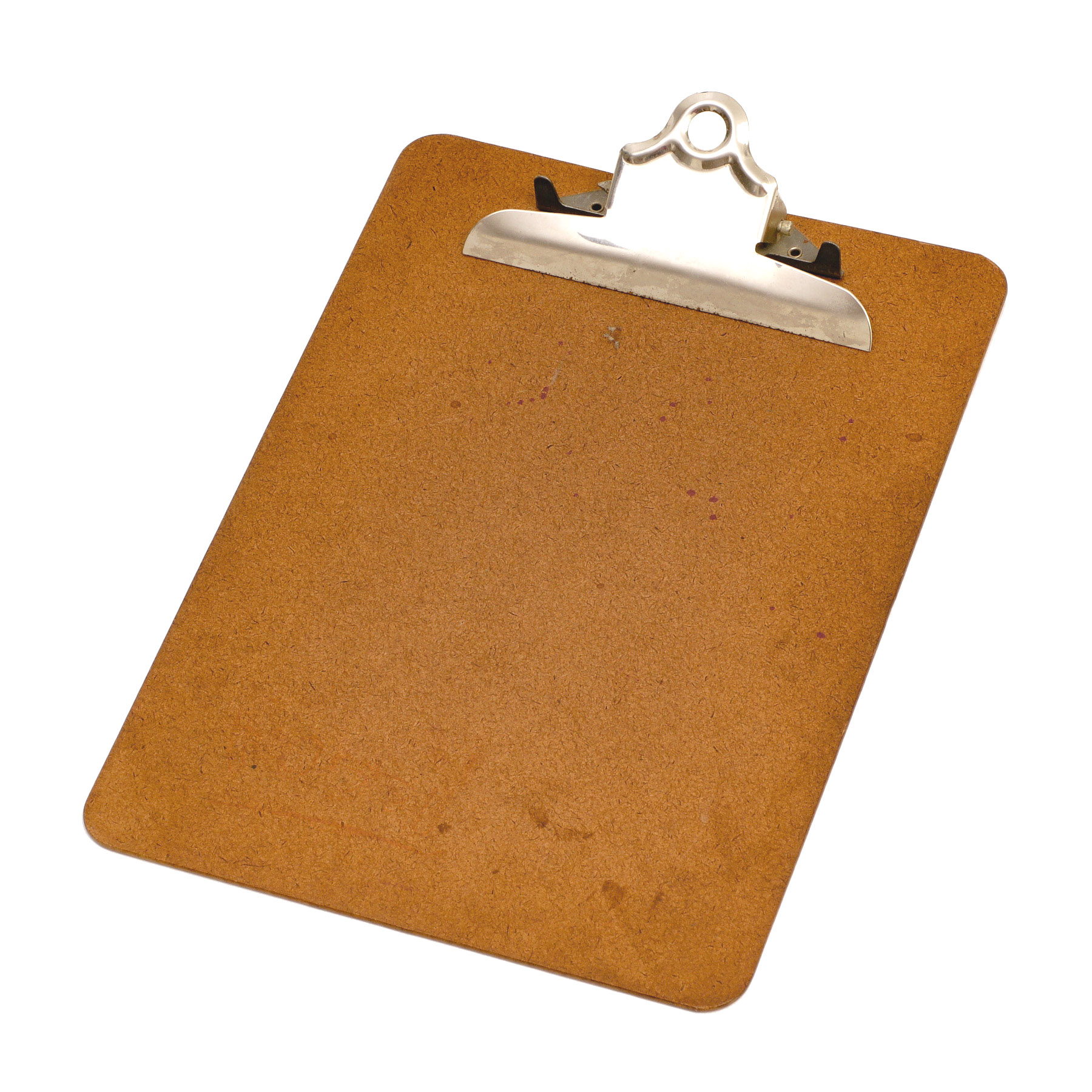
Uma prancheta sem o papel.

Prancheta é uma placa rígida e lisa, com um clipe na parte superior para prender o papel no lugar. Uma prancheta é tipicamente usada para suportar papel com uma mão ao escrever sobre ela com a outra, especialmente quando outras superfícies de escrita não estão disponíveis. um suporte portátil usado para fazer desenhos de projetos em geral: arquitetura, instalações, estrutura entre outros. Em determinado caso, onde o projeto exige maior espaço para desenhos, são substituídos pela mesa de desenho ou estirador.
As primeiras pranchetas foram patenteadas em 1870-71 e referidas como clipes de placa. Relacionado com a área de transferência é o Shannon Arch File, que foi desenvolvido em 1877.
Atualmente, prancheta designa ainda uma mesa digitalizadora («dispositivo periférico de computador que permite a alguém desenhar imagens diretamente no computador»). Dada a semelhança desta última aceção com a definição de tablet, é uma das palavras propostas para acolher a designação portuguesa deste equipamento.

## Variações
As pranchetas podem ser construídas a partir de uma variedade de materiais, incluindo, mas não limitado a, alumínio, PVC, polipropileno, Poliestireno de alto impacto, Foamex e até a madeira. As pranchetas geralmente vêm em dois projetos diferentes: simples ou dobráveis. As pranchetas individuais são do tipo mais tradicional e consistem em uma única peça de material rígido e algum tipo de mecanismo de fixação ao longo do topo. As pranchetas dobráveis são geralmente construídas a partir de uma única peça de PVC flexível com dois materiais rígidos incluídos dentro. Uma dobradura dobrável conecta as duas seções para permitir que a frente seja dobrada sobre o conteúdo para fornecer proteção e muitas vezes para permitir algum tipo de impressão ou instruções promocionais. As pranchetas dobráveis também oferecem benefícios adicionais devido ao espaço extra disponível, permitindo a incorporação de porta-tiras e bolsos para armazenamento. A chegada da era microprocessador e Internet deu origem a variantes de alta tecnologia da prancheta tradicional, sendo a primeira a Ferranti  Market Research Terminal que manteve um clipe para segurar Folhas de papel A4 (que parecem uma grande área de transferência), mas a gravação responde a perguntas na memória eletrônica.